# Gregor Deschwanden
Gregor Deschwanden (Kerns, 27 februari 1991) is een Zwitserse schansspringer. Hij springt onder andere in het Vierschansentoernooi.

## Carrière
Deschwanden maakte op 14 december 2011 zijn debuut in een wereldbekerwedstrijd. Echter lukte het hem pas in het seizoen 2012/2013 om in wedstrijden bij de eerste dertig te komen. In het Vierschansentoernooi werd hij 41e Het seizoen leverde hem in 2013 een 44e plaats in de eindrangschikking op. 
Hij wist zich in het seizoen 2013/2014 nog verder te verbeteren: op 24 november 2011 eindigde hij te Klingenthal voor het eerst bij de beste tien in een wereldbekerwedstrijd. Dit lukte hem in Lahti nog een keer. In het Vierschansentoernooi werd hij 36e. Het seizoen leverde hem een 32e plaats in de eindrangschikking op. In 2014 nam hij deel aan de Olympische Winterspelen 2014 in Sotsji. Hij eindigde 25e op de normale schans en 14e op de grote schans.
In het seizoen 2014/2015 behaalde hij te Kuopio zijn beste klassering ooit: hij werd achtste. Deschwanden deed in 2015 mee aan het Vierschansentoernooi. Hij kwam op de 34e plek in de eindstand. Ook haalde hij een betere eindrangschikking: een 27e plaats.
De daaropvolgende twee seizoenen verliepen min of meer desastreus voor Deschwanden; hij werd 47e in het Vierschansentoernooi van 2016 en zijn eindklassering in de wereldbeker van het seizoen 2015/2016 was een 39e plaats. Hierbij haalde hij maar een derde van het aantal wereldbekerpunten van het vorige seizoen. Het seizoen 2016/2017 bracht geen soelaas. Deschwanden nam niet deel aan het skivliegen en aan het Vierschansentoernooi, en zijn eindklassering in de wereldbeker was een magere 64e plaats. Wel eindigde hij 37e in het nieuwe RAW Air-toernooi. Hierbij worden, anders dan in het Vierschansentoernooi, de scores in de kwalificaties wél meegeteld. 
In de FIS Grand Prix van 2017 kon Deschwanden geen potten breken. Hij werd 33e: zijn slechtste eindklassering in deze wedstrijd tot nu toe. Intussen heeft hij wedstrijden gesprongen in zowel de FIS Cup (tweede divisie) als de Continental Cup (eerste divisie). In de wedstrijden van de Continental Cup eindigde hij buiten de eerste dertig. 
In 2018 nam hij opnieuw deel aan de Olympische winterspelen. In Pyeongchang eindigde hij Deschwanden dit maal 29e op de normale schans en 36e op de grote schans.

## Resultaten

### Olympische Winterspelen
| Jaar | Plaats      | Resultaten                          |
| ---- | ----------- | ----------------------------------- |
| 2014 | Sotsji      | 25e normale schans 14e grote schans |
| 2018 | Pyeongchang | 29e normale schans 36e grote schans |

### Wereldkampioenschappen schansspringen
| Jaar | Plaats        | Resultaten                         |
| ---- | ------------- | ---------------------------------- |
| 2013 | Val di Fiemme | 41e HS106 43e HS134 10e Team HS134 |
| 2015 | Falun         | 14e HS100 17e HS134 10e Team HS134 |
| 2017 | Lahti         | 33e HS100 35e HS130 10e Team HS130 |

### Wereldkampioenschappen skivliegen
| Jaar | Plaats                   | Resultaten              |
| ---- | ------------------------ | ----------------------- |
| 2014 | Harrachov                | 23e HS205               |
| 2016 | Tauplitz/Bad Mitterndorf | 30e HS225               |
| 2018 | Oberstdorf               | 34e HS235 6e Team HS235 |

### Wereldbeker
Eindklasseringen
| Seizoen   | Algm | SV  | 4S  | RAW |
| --------- | ---- | --- | --- | --- |
| 2012/2013 | 44e  | 40e | 41e |     |
| 2013/2014 | 32e  | 31e | 36e |     |
| 2014/2015 | 27e  | 32e | 34e |     |
| 2015/2016 | 39e  | -   | 47e |     |
| 2016/2017 | 64e  | -   | -   | 37e |
| 2017/2018 | 38e  | -   | 30e | 38e |
| 2018/2019 | 67e  | -   | -   | -   |
| 2019/2020 | 51ee | -   | 48e | 54e |

### Grand-Prix
Eindklasseringen
| Seizoen | Eindklassering |
| ------- | -------------- |
| 2012    | 32e            |
| 2013    | 28e            |
| 2014    | 15e            |
| 2015    | 27e            |
| 2016    | 28e            |
| 2017    | 33e            |
| 2018    | 28e            |